# بني يتنة الجنوبية (عين بيضاء)
بني يتنة الجنوبية هي إحدى مشيخات المملكة المغربية، تتبع جغرافيا لإقليم وزان وإداريًا لعين بيضاء. يقدر عدد سكانها بـ 4432 نسمة حسب الإحصاء الرسمي للسكان والسكنى لسنة 2004.